# Račíněves

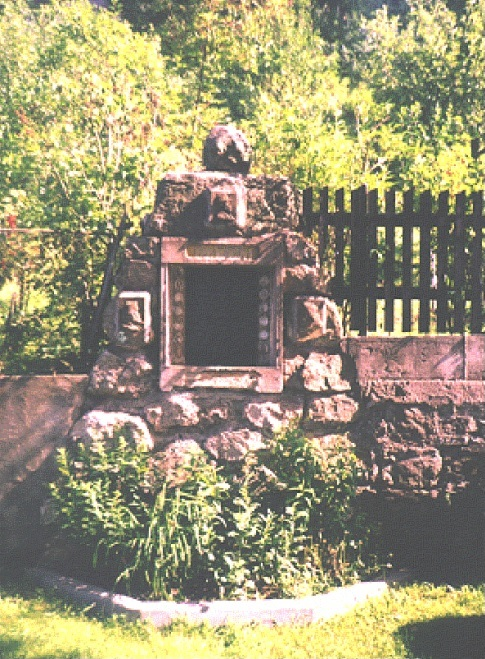
Památník obětem první světové války

Račíněves (Račinoves, Ražnoves,německy Ratschinowes) je vesnice, část městyse Kácov v okrese Kutná Hora ve Středočeském kraji. Nachází se asi 1,5 km na jihovýchod od Kácova. Vesnicí protéká Čestínský potok, který je pravostranným přítokem řeky Sázavy. Je zde evidováno 54 adres. Trvale zde žije 36 obyvatel.
Račíněves leží v katastrálním území Kácov o výměře 7,62 km2.

## Dějiny
Osada vznikla s výstavbou papíry Annou Marií Františkou Toskánskou v Kácově v roce 1727. V osadě, zřízené na pustém pozemku, se usazovali dělníci, kteří pracovali v papírně (tovaryši, tesař, učedníci, pomocníci a nádeníci a dělnice) a nemohli nocovat v Kácově, protože tu nebylo ani přívoz ani most. Proto nechala  Anna Marie Františka Toskánská postaviti kapličku zasvěcenou Nejsvětějšímu Srdci Ježíšovu.
Databáze veřejné správy uvádějí jako nejstarší zmínku o osadě r. 1736.
V obci nebyl průmysl, proto často přejímáni nalezenci. V r. 1884 uvedly Národní listy, že obec Račiněves ošetřovala v posledním desetiletí s 219 obyvateli 121 nalezenců.
Na úpatí vrchu Klenek byl lom na vápenec a vypalovalo se zde vápno.  Později zanikl. Objekt je zakreslen na speciálních mapách III. vojenského mapování z období mezi dvěma světovými válkami.
Na cestě k Holšicům byla zřízena cihelna s obytným domkem. Poslední majitel odešel za II. světové  války a objekt postupně zanikl.
V letech 1869 – 1910 pod názvem Račinoves byla osadou obce Kácov, od r.  1921 je částí obce Kácov.

## Pamětihodnosti
- Kaple Nejsvětějšího Srdce Ježíšova
- Památník první světové války. U můstku přes Čestínský potok je umístěn památník se jmény třinácti obětí první světové války z Račíněvsi. Na památníku jsou emblémy T. G. Masaryka, Jana Husa a Jana Amose Komenského.

## Místní pojmenování
Na hadrárně - louka, na kterou byly sváženy pro papírnu z příkazu vrchnosti staré hadry a zde se třídily.